# 宮崎台站

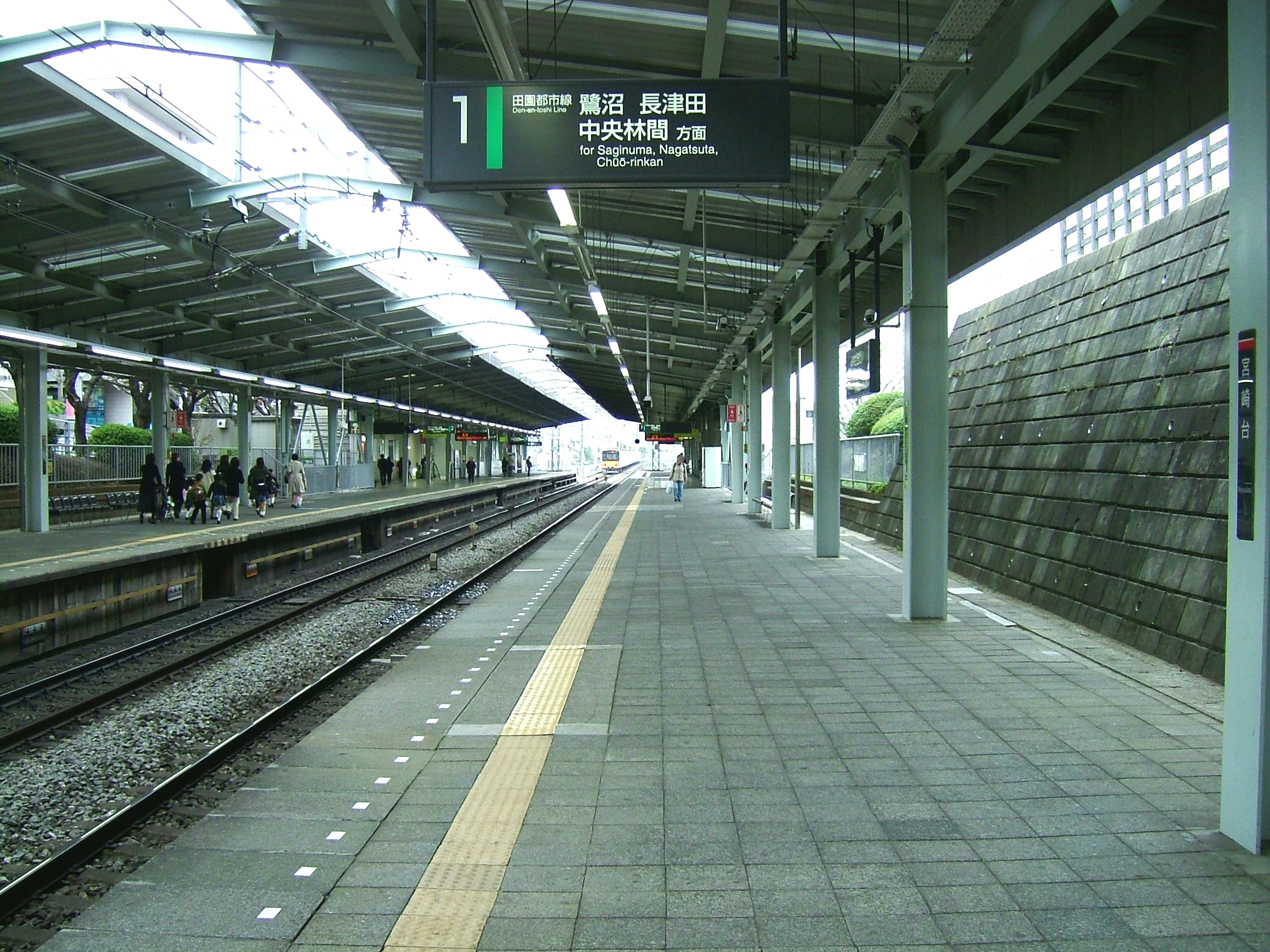
車站月台

宮崎台站（日语：／ Miyazakidai eki */?）是一個位於神奈川縣川崎市宮前區宮崎二丁目，屬於東急電鐵田園都市線的鐵路車站。車站編號是DT12。
副站名「電車與巴士博物館」來自於站前高架下的電車與巴士的博物館。

## 年表
- 1966年（昭和41年）4月1日 - 車站啟用[2]。
- 2003年（平成15年）3月21日 - 「電車與巴士博物館」從高津站高架下移至本站旁[3]。
- 2006年（平成18年）4月 - 1號線月台設置候車室。

## 結構
本站為側式月台2面2線地面車站。由於位於坡道上，梶谷方向尾端為高架、宮前平方像尾端為地塹式。上下線月台與剪票口層之間皆設有電梯與電扶梯。
2007年春季，剪票口層（往1號線月台電梯附近）新設廁所。站房外原先由川崎市管理的公共廁所於同年5月20日關閉。

### 月台配置
| 月台 | 路線       | 方向 | 目的地                                              |
| ---- | ---------- | ---- | --------------------------------------------------- |
| 1    | 田園都市線 | 下行 | 鷺沼、長津田、中央林間方向                          |
| 2    | 田園都市線 | 上行 | 二子玉川、澀谷、半藏門線 押上、 伊勢崎線 春日部方向 |

（來源：東急電鐵:車站構內圖（页面存档备份，存于））

## 使用情況
2016年度1日平均上下車人次為48,502人。
近年1日平均上下車人次與上車人次的推移如下表。
- 1日平均上車人次參見神奈川縣縣勢要覽。

| 年度               | 1日平均 上下車人次 | 1日平均 上車人次 | 來源     |
| ------------------ | ------------------ | ---------------- | -------- |
| 1995年（平成07年） |                    | 21,935           | [ * 1 ]  |
| 1998年（平成10年） |                    | 21,326           | [ * 2 ]  |
| 1999年（平成11年） |                    | 20,829           | [ * 3 ]  |
| 2000年（平成12年） |                    | 20,625           | [ * 3 ]  |
| 2001年（平成13年） |                    | 20,711           | [ * 4 ]  |
| 2002年（平成14年） | 41,192             | 20,845           | [ * 5 ]  |
| 2003年（平成15年） | 42,350             | 21,288           | [ * 6 ]  |
| 2004年（平成16年） | 41,849             | 21,155           | [ * 7 ]  |
| 2005年（平成17年） | 42,654             | 21,473           | [ * 8 ]  |
| 2006年（平成18年） | 43,721             | 21,997           | [ * 9 ]  |
| 2007年（平成19年） | 44,469             | 22,515           | [ * 10 ] |
| 2008年（平成20年） | 44,738             | 22,558           | [ * 11 ] |
| 2009年（平成21年） | 44,645             | 22,453           | [ * 12 ] |
| 2010年（平成22年） | 44,777             | 22,503           | [ * 13 ] |
| 2011年（平成23年） | 44,198             | 22,209           | [ * 14 ] |
| 2012年（平成24年） | 44,466             | 22,357           | [ * 15 ] |
| 2013年（平成25年） | 45,128             | 22,677           | [ * 16 ] |
| 2014年（平成26年） | 45,090             | 22,589           | [ * 17 ] |
| 2015年（平成27年） | 46,792             |                  |          |
| 2016年（平成28年） | 48,502             |                  |          |

## 周邊
- JA Ceresa川崎（日语：セレサ川崎農業協同組合）本店
- FARMER MARKET CARESAMOS宮前店（日语：セレサ川崎農業協同組合）
- LIFE（日语：ライフ）宮崎台店
- TSUTAYA宮崎台站前店
- 電車與巴士博物館（日语：電車とバスの博物館）
- 川崎市立青少年之家
- 東急store（日语：東急ストア）宮崎台店
- Fitness Club TIPNESS（日语：ティップネス）宮崎台店
- 川崎市立宮崎小學校（日语：川崎市立宮崎小学校）
- 川崎市立宮崎中學校（日语：川崎市立宮崎中学校）
- 虎之門醫院（日语：虎の門病院）分院
- 川崎馬絹郵便局
- 國道246號
- 尻手黑川道路（日语：川崎市主要地方道野川菅生線）
- 日本貨物鐵道（JR貨物）梶谷貨物總站（日语：梶ヶ谷貨物ターミナル駅）[8]
- 川崎歷史指南（日语：川崎歴史ガイド） - 稻毛之丘南廻線出發地。
- 野島電器（日语：ノジマ）東名川崎店
- ユータカラヤ宮崎台店
- Re.Ra.Ku　宮崎台店

### 巴士
最近的巴士站是站前的宮崎台站。以下路線由東急巴士運行。
- 1號乘車處
  - 鷺11：往鷺沼站
- 2號乘車處
  - 宮06：往虎之門醫院分院
- 3號乘車處
  - 宮06：往宮前平站

## 名稱由來
1960年（昭和35年）取得執照時的暫時名稱為「宮崎」。1965年（昭和40年）9月常務會正式定為「宮崎台」。「宮崎」的由來與西鄰的宮前平站一樣取自1889年（明治22年）本地成立的橘樹郡宮前村，「宮前」念法為「みやざき」，同宮崎。

## 相鄰車站
東急電鐵
 田園都市線
■急行
通過
■準急、■各站停車
梶谷（DT11）－宮崎台（DT12）－宮前平（DT13）

## 延伸閱讀
- 宮田道一. . JTBパブリッシング. 2008-09-01. ISBN 9784533071669.

## 外部連結
- 宮崎台（各站資訊） - 東急電鐵（日語）